# Jésus Martinez
Pour les articles homonymes, voir Martinez.
Jesus Martinez Perez (né le 6 octobre 1930 à Espéraza, département de l'Aude) est un coureur cycliste né espagnol et naturalisé français. Il a notamment remporté Gênes-Nice et le Grand Prix du Midi libre en 1954.

## Palmarès
- 1952
  - 3e de la Polymultipliée

- 1954
  - Gênes-Nice
  - Grand Prix du Midi libre

## Liens et sources externes
- Ressources relatives au sport :   - Mémoire du cyclisme
  - ProCyclingStats
  - Site du Cyclisme